# One Way Home
One Way Home är ett musikalbum av The Hooters, utgivet 1987. Det innehåller bland annat hiten "Satellite", som är en av deras största hits. "Johnny B" , "Karla with A K" och "Engine 999" släpptes också som singlar.

## Låtlista[1]
1. "Satellite" (Eric Bazilian/Rick Chertoff/Rob Hyman) - 4:19
2. "Karla With a K" (The Hooters) - 4:43
3. "Johnny B." (Eric Bazilian/Rick Chertoff/Rob Hyman) - 4:01
4. "Graveyard Waltz" (Eric Bazilian/Rick Chertoff/Rob Hyman) - 6:30
5. "Fightin' on the Same Side" (Eric Bazilian/Rick Chertoff/Rob Hyman) - 4:10
6. "One Way Home" (Eric Bazilian/Rob Hyman) - 5:57
7. "Washington's Day" (Eric Bazilian/Rick Chertoff/Rob Hyman/Willie Nile) - 5:52
8. "Hard Rockin' Summer" (Eric Bazilian/Rob Hyman) - 3:03
9. "Engine 999" (Eric Bazilian/Rick Chertoff/Rob Hyman) - 4:11

## Musiker[1]
- Eric Bazilian: sång, gitarrer, bas, mandolin, saxofon
- Rob Hyman: sång, keyboards, melodica, dragspel
- Andy King: bas
- John Lilley: gitarr
- David Uosikkinen: trummor